# Campeonato das Nações Africanas de 2018
O Campeonato das Nações Africanas de 2018, também conhecido como CHAN 2018, foi a 5.ª edição do Campeonato das Nações Africanas, torneio bianual organizado pela Confederação Africana de Futebol (CAF) e disputado por seleções africanas cujos jogadores atuam em clubes de de futebol do seu próprio país. Foi realizada entre 13 de janeiro e 4 de fevereiro no Marrocos.
A Seleção Marroquina de Futebol, anfitriã do torneio, sagrou-se campeã da competição pela 1.ª vez após golear a Seleção Nigeriana de Futebol na grande final pelo placar de 4–0.

## Mudança de país-sede
Em fevereiro de 2016, o Quênia foi anunciado como país-sede do torneio pela CAF. Entretanto, devido aos sucessivos atrasos observados no país para a organização do torneio, em outubro de 2017, a CAF decidiu que o Marrocos seria o novo país-sede da competição.

## Seleções classificadas
| Seleções             | Regiões          | Participações | Melhor performance                 | Ranking FIFA |
| -------------------- | ---------------- | ------------- | ---------------------------------- | ------------ |
| Marrocos (país-sede) | Norte da África  | 3.ª vez       | Quartas-de-final (2014)            | 40.º         |
| Líbia                | Norte da África  | 3.ª vez       | Campeã (2014)                      | 88.º         |
| Camarões             | África Central   | 3.ª vez       | Quartas-de-final (2011 e 2016)     | 45.º         |
| Congo                | África Central   | 2.ª vez       | Fase de grupos (2014)              | 96.º         |
| Guiné Equatorial     | África Central   | 1.ª vez       | Estreante                          | 146.º        |
| Burquina Fasso       | África Ocidental | 2.ª vez       | Fase de grupos (2014)              | 61.º         |
| Costa do Marfim      | África Ocidental | 4.ª vez       | 3.º lugar (2016)                   | 44.º         |
| Guiné                | África Ocidental | 2.ª vez       | 4.º lugar (2016)                   | 65.º         |
| Mauritânia           | África Ocidental | 2.ª vez       | Fase de grupos (2014)              | 99.º         |
| Nigéria              | África Ocidental | 3.ª vez       | 3.º lugar (2014)                   | 51.º         |
| Ruanda               | África Oriental  | 3.ª vez       | Quartas-de-final (2016)            | 113.º        |
| Sudão                | África Oriental  | 2.ª vez       | 3.º lugar (2011)                   | 136.º        |
| Uganda               | África Oriental  | 4.ª vez       | Fase de grupos (2011, 2014 e 2016) | 75.º         |
| Angola               | África Austral   | 3.ª vez       | Finalista (2011)                   | 141.º        |
| Namíbia              | África Austral   | 1.ª vez       | Estreante                          | 118.º        |
| Zâmbia               | África Austral   | 3.ª vez       | 3.º lugar (2009)                   | 74.º         |

## Sedes oficiais
| Casablanca         | Marraquexe            | Casablanca Marraquexe Agadir Tânger | Agadir                   | Tânger              |
| Estádio Mohammed V | Estádio de Marraquexe | Casablanca Marraquexe Agadir Tânger | Grande Estádio de Agadir | Estádio Ibn Batouta |
| Capacidade: 67 000 | Capacidade: 45 240    | Casablanca Marraquexe Agadir Tânger | Capacidade: 45 480       | Capacidade: 45 000  |
|                    |                       | Casablanca Marraquexe Agadir Tânger |                          |                     |

## Sorteio dos grupos
| Pote 1                                            | Pote 2                        | Pote 3                    | Pote 4                                             |
| ------------------------------------------------- | ----------------------------- | ------------------------- | -------------------------------------------------- |
| Marrocos (país-sede) Líbia Costa do Marfim Angola | Nigéria Guiné Camarões Zâmbia | Ruanda Uganda Sudão Congo | Burquina Fasso Mauritânia Namíbia Guiné Equatorial |

## Fase de grupos

### Critérios de desempate
As posições ocupadas por cada uma das seleções em seus respectivos grupos correspondem ao número de pontos marcados (3 pontos em caso de vitória, 1 ponto em caso de empate e 0 ponto em caso de derrota). Caso haja empate em número de pontos entre duas ou mais seleções, os seguintes critérios de desempate serão aplicados nessa ordem:
1. Pontuação obtida no confronto direto;
2. Saldo de gols no confronto direto;
3. Número de gols marcados no confronto direto;
4. Saldo de gols total;
5. Número de gols marcados no total;
6. Sorteio.

### Grupo A
| Seleção    | Pts | J | V | E | D | GP | GC | SG |
| ---------- | --- | - | - | - | - | -- | -- | -- |
| Marrocos   | 7   | 3 | 2 | 1 | 0 | 7  | 1  | +6 |
| Sudão      | 7   | 3 | 2 | 1 | 0 | 3  | 1  | +2 |
| Guiné      | 3   | 3 | 1 | 0 | 2 | 3  | 5  | –2 |
| Mauritânia | 0   | 3 | 0 | 0 | 3 | 0  | 6  | –6 |

| Mandante   | Resultado | Visitante  |
| ---------- | --------- | ---------- |
| Marrocos   | 4–0       | Mauritânia |
| Guiné      | 1–2       | Sudão      |
| Marrocos   | 3–1       | Guiné      |
| Sudão      | 1–0       | Mauritânia |
| Sudão      | 0–0       | Marrocos   |
| Mauritânia | 0–1       | Guiné      |

### Grupo B
| Seleção         | Pts | J | V | E | D | GP | GC | SG |
| --------------- | --- | - | - | - | - | -- | -- | -- |
| Zâmbia          | 7   | 3 | 2 | 1 | 0 | 6  | 2  | +4 |
| Namíbia         | 7   | 3 | 2 | 1 | 0 | 3  | 1  | +2 |
| Uganda          | 1   | 3 | 0 | 1 | 2 | 1  | 4  | –3 |
| Costa do Marfim | 1   | 3 | 0 | 1 | 2 | 0  | 3  | –3 |

| Mandante        | Resultado | Visitante       |
| --------------- | --------- | --------------- |
| Costa do Marfim | 0–1       | Namíbia         |
| Zâmbia          | 3–1       | Uganda          |
| Costa do Marfim | 0–2       | Zâmbia          |
| Uganda          | 0–1       | Namíbia         |
| Uganda          | 0–0       | Costa do Marfim |
| Namíbia         | 1–1       | Zâmbia          |

### Grupo C
| Seleção          | Pts | J | V | E | D | GP | GC | SG |
| ---------------- | --- | - | - | - | - | -- | -- | -- |
| Nigéria          | 7   | 3 | 2 | 1 | 0 | 4  | 1  | +3 |
| Líbia            | 6   | 3 | 2 | 0 | 1 | 4  | 1  | +3 |
| Ruanda           | 4   | 3 | 1 | 1 | 1 | 1  | 1  | 0  |
| Guiné Equatorial | 0   | 3 | 0 | 0 | 3 | 1  | 7  | –6 |

| Mandante         | Resultado | Visitante        |
| ---------------- | --------- | ---------------- |
| Líbia            | 3–0       | Guiné Equatorial |
| Nigéria          | 0–0       | Ruanda           |
| Líbia            | 0–1       | Nigéria          |
| Ruanda           | 1–0       | Guiné Equatorial |
| Ruanda           | 0–1       | Líbia            |
| Guiné Equatorial | 1–3       | Nigéria          |

### Grupo D
| Seleção        | Pts | J | V | E | D | GP | GC | SG |
| -------------- | --- | - | - | - | - | -- | -- | -- |
| Congo          | 7   | 3 | 2 | 1 | 0 | 3  | 0  | +3 |
| Angola         | 5   | 3 | 1 | 2 | 0 | 1  | 0  | +1 |
| Burquina Fasso | 2   | 3 | 0 | 2 | 1 | 1  | 3  | –2 |
| Camarões       | 1   | 3 | 0 | 1 | 2 | 1  | 3  | –2 |

| Mandante       | Resultado | Visitante      |
| -------------- | --------- | -------------- |
| Angola         | 0–0       | Burquina Fasso |
| Camarões       | 0–1       | Congo          |
| Angola         | 1–0       | Camarões       |
| Congo          | 2–0       | Burquina Fasso |
| Congo          | 0–0       | Angola         |
| Burquina Fasso | 1–1       | Camarões       |

## Mata-mata
|  | Quartas-de-final           | Quartas-de-final           |                             |      | Semifinais     | Semifinais     |  |  | Final | Final |
|  |                            |                            |                             |      |                |                |  |  |       |       |
|  | 27 de janeiro – Casablanca |                            |                             |      |                |                |  |  |       |       |
|  |                            |                            |                             |      |                |                |  |  |       |       |
|  | Marrocos                   | 2                          |                             |      |                |                |  |  |       |       |
|  | Marrocos                   | 2                          | 31 de janeiro – Casablanca  |      |                |                |  |  |       |       |
|  | Namíbia                    | 0                          |                             |      |                |                |  |  |       |       |
|  | Namíbia                    | 0                          | Marrocos (pro)              | 3    |                |                |  |  |       |       |
|  | 28 de janeiro – Agadir     |                            | Marrocos (pro)              | 3    |                |                |  |  |       |       |
|  |                            | Líbia                      | 1                           |      |                |                |  |  |       |       |
|  | Congo                      | Líbia                      | 1                           | 1(3) |                |                |  |  |       |       |
|  | Congo                      |                            | 4 de fevereiro – Casablanca | 1(3) |                |                |  |  |       |       |
|  | Líbia (d.p.)               | 1(5)                       |                             |      |                |                |  |  |       |       |
|  | Líbia (d.p.)               | 1(5)                       | Marrocos                    | 4    |                |                |  |  |       |       |
|  | 27 de janeiro – Marraquexe |                            | Marrocos                    | 4    |                |                |  |  |       |       |
|  |                            | Nigéria                    | 0                           |      |                |                |  |  |       |       |
|  | Zâmbia                     | Nigéria                    | 0                           | 0    |                |                |  |  |       |       |
|  | Zâmbia                     | 31 de janeiro – Marraquexe |                             | 0    |                |                |  |  |       |       |
|  | Sudão                      | 1                          |                             |      |                |                |  |  |       |       |
|  | Sudão                      | 1                          | Sudão                       | 0    |                |                |  |  |       |       |
|  | 28 de janeiro – Tânger     |                            | Sudão                       | 0    |                |                |  |  |       |       |
|  |                            | Nigéria                    | 1                           |      | Terceiro lugar | Terceiro lugar |  |  |       |       |
|  | Nigéria (pro)              | Nigéria                    | 1                           | 2    | Terceiro lugar | Terceiro lugar |  |  |       |       |
|  | Nigéria (pro)              |                            | 3 de fevereiro – Marraquexe | 2    |                |                |  |  |       |       |
|  | Angola                     | 1                          |                             |      |                |                |  |  |       |       |
|  | Angola                     | 1                          | Líbia                       | 1(2) |                |                |  |  |       |       |
|  |                            |                            |                             |      |                |                |  |  |       |       |
|  | Sudão (d.p.)               | 1(4)                       |                             |      |                |                |  |  |       |       |
|  | Sudão (d.p.)               | 1(4)                       |                             |      |                |                |  |  |       |       |

| Campeonato das Nações Africanas de 2018 |
| --------------------------------------- |
| Marrocos Campeão (1.º título)           |